# شهرستان هایان
شهرستان هایان (به لاتین: Hai'an) یک منطقهٔ مسکونی در چین است که در نانتانگ واقع شده‌است. شهرستان هایان ۱٬۱۶۹ کیلومتر مربع مساحت و ۸۶۰٬۰۰۰ نفر جمعیت دارد.